# Laticoleus infumatus
Laticoleus infumatus är en stekelart som beskrevs av Ian D. Gauld och Mitchell 1978. Laticoleus infumatus ingår i släktet Laticoleus och familjen brokparasitsteklar. Inga underarter finns listade i Catalogue of Life.